# Joaquim Poças Martins
Joaquim Poças Martins (Vila Nova de Gaia, 1953) é um engenheiro, professor, gestor público e ex-governante português, mas sobretudo destaca-se por ser especialista e uma autoridade internacional na área da gestão da água.[carece de fontes?][parcial?]

## Biografia

### Formação Académica
É licenciado em Engenharia Civil pela Faculdade de Engenharia da Universidade do Porto, Master of Science em Public Health Engineering e PhD pela Universidade de Newcastle (University upon Tyne), em Inglaterra. É ainda diplomado em Alta Direcção Empresarial pelo IESF da Universidade de Navarra, Espanha. É Doutorado e Agregado em Engenharia Civil pela Universidade do Porto e tem o grau de Engenheiro Conselheiro da Ordem dos Engenheiros.
Desde 1974 é docente da Faculdade de Engenharia da Universidade do Porto, onde é Professor Associado com Agregação e, desde 2013, Secretário-Geral do Conselho Nacional da Água.
É orador regular em palestras internacionais sobre a Água e o Ambiente, onde se destaca o GLobal Water Summit, London, a disciplina Praemium - Gestão da Mudança, ministrada anualmente no IESF desde 1999.
Percurso como Gestor Público
Entre finais de 2006 e 2013, liderou o processo de reestruturação da empresa Águas do Porto.
Anteriormente foi Presidente do Conselho de Administração das empresas municipais Águas de Gaia e Gaiurb e das Fundações Rei Ramiro – Centro Histórico de Gaia e ELA- Estação Litoral da Aguda.
Foi igualmente Presidente do Conselho de Administração da AdP – Águas de Portugal, da ADP Internacional, da EPAL – Empresa Portuguesa de Águas Livres e da Águas do Douro e Paiva.
Percurso como Governante
Entre 1993 e 1995 foi Secretário de Estado do Ambiente e do Consumidor do XII Governo Constitucional de Portugal, no último  governo liderado pelo Prof. Aníbal Cavaco Silva.
Foi Vice-presidente do Município de Vila Nova de Gaia, vereador do Urbanismo e presidente da empresa municipal Águas de Gaia.
Foi ele o principal rosto da transformação do concelho no que diz respeito às redes de distribuição de água e de saneamento e na renovação da marginal ribeirinha da orla marítima de Gaia.
Outros Cargos
É, desde 2013, o Secretário Geral do CNA - Conselho Nacional da Água e, desde 2016 Presidente da Ordem dos Engenheiros - Região Norte.
É o Presidente do Conselho Consultivo da ADEPORTO – Agência de Energia do Porto.
É Sócio Fundador da Empresa GIDEA – Innovation and Development for the Water Industry, Lda..
É autor de 50 estudos e projectos sobre abastecimento de água, águas residuais e engenharia ambiental e de
uma centena de publicações científicas e técnicas.
Destaque ainda para o papel que exerceu como consultor Internacional para a NATO, Comunidade Europeia e países do Leste Europeu, em particular
Moldávia, Roménia e Ucrânia.

## Obras editadas
Livros
Serviços Públicos de Abastecimento de Água e Saneamento - Opções de financiamento e gestão nos Municípios Portugueses, Serviços Públicos de Água e Saneamento, 1998
Management of Change in Water Companies - in Search of Sustainability and Excellence, 2014.
Artigos em Revistas Científicas Internacionais
Water Loss Reduction and Change Management[ligação inativa], Water Practice and Technology, Vol.4 nº 3, página-, 2009
Urban Water and Wastewater Management[ligação inativa], World Water and Environmental Engineering, Vol.31 nº 2, página-, 2008
Capítulos ou Partes de Livros
Água XXI - 14 anos de mudança, 14 testemunhos[ligação inativa], in Água XXI - 14 Anos de Mudança, 14 Testemunhos, página-, 2007
Em co-parceria com João Pedro Poças Martins, Reliability of water supply systems: indexes and solutions[ligação inativa] in International Conference: Risk Management in Production Activities, página-, 2007
Artigos em Livros de Actas de Conferências Internacionais
Water Loss Reduction and Change Management[ligação inativa], in Water loss 2009, página-, 2009
Em co-parceria com João Pedro Poças Martins, Indicadores de fiabilidade de redes de abastecimento de água[ligação inativa] in GESCON 2008 - Fórum Internacional de Gestão da Construção, página-, 2008
Em co-parceria com Cheng Chia-Yau e Sónia Camisa, New Concept and Old Technology for the Sewerage and Wastewater Treatment System of the County of Vila Nova de Gaia, Portugal[ligação inativa] in Environmental Protection Technologies for Coastal Áreas, página-, 2001
Artigos em Livros de Actas de Conferências Nacionais
Gestão da Mudança em Empresas de Água[ligação inativa] in Actas das 3.ªs Jornadas de Hidráulica, Recursos Hídricos e Ambiente, página-, 2008
Em co-parceria com Manuel Maria Pacheco Figueiredo, Minimização do Custo da Energia em Estações Elevatórias de Abastecimento de Água[ligação inativa] in I Conferência INSSAA.
Modelação de Sistemas de Abastecimento de Água. Implementação Sustentada e Integração na Indústria da Água, página-, 2007
Em co-parceria com Rita Cunha, Projecto Porto Gravítico: Reformulação de um Sistema de Abastecimento de Água Centenário[ligação inativa] in Actas das 2as Jornadas de Hidráulica, Recursos Hídrios e Ambiente, página-, 2007
Em co-parceria com Manuel Maria Pacheco Figueiredo e José António Martins, Controlo de Perdas de Água em Redes de Distribuição[ligação inativa]. Detecção de Fugas com o Auxílio de um Modelo de Simulação.
Um Caso de Estudo in XII SILUBESA - Simpósio Luso Brasileiro de Engenharia Sanitária, página-, 2006